# Лука Бестетті
Лука Бестетті (італ. Luca Bestetti; 1964, Мілан, Італія) — італійський художник-пейзажист та художник-реаліст італійський та художник-неофутуріста. 
Перш ніж присвятити себе «мистецтві руху», роками створював скульптурні роботи з деталей техніки, скейтбордів і мотоциклів (любить автомобілі, мотоцикли та світ перегонів).

## Зноски
- Лука Бестетті цех фарбування